# Maped
 (novembre 2022).
L'article doit être relu — et modifié si nécessaire — par des contributeurs indépendants pour apporter un regard critique aux contributions effectuées en violation des conditions d'utilisation de Wikipédia, tant sur la forme (notamment concernant le style encyclopédique, la proportionnalité) que sur le fond (la neutralité de point de vue, la qualité et l'indépendance des sources).
 (novembre 2022).
Maped (signifie Manufacture d'articles de précision et de dessin) est une société familiale française fondée en 1947 à Annecy, en Haute-Savoie.
Aujourd'hui[Quand ?], l'entreprise est présente dans 120 pays, comptabilisant 17 filiales, et intervient sur les marchés de la coupe, du traçage et de l'effaçage. Son capital est de 5 155 000 € et 50% du chiffre d'affaires de l'entreprise est effectué hors Europe . Maped crée et fabrique des articles scolaires d’écritures, de coloriage et de bureau, ainsi que des kits d’activités ludiques et des contenants alimentaires nomades. Maped possède 8 marques différentes : Maped, Maped Office, Maped Picnik, Maped Creativ, Maped Color’ Peps, Helit, Helix et Juratoys.

## Historique
Initialement, l'entreprise est apparue à Scionzier, dans la vallée de l'Arve, avant de s'installer à Annecy à partir de 1946. Lors de sa création, la société fabrique des compas traditionnels en laiton. Le compas restera jusqu'en 1985 l'unique activité de production. Pendant près de 40 ans, Maped fabrique des coffrets de géométrie, destinés aux bureaux d’étude, designers et architectes.
En 1980, Maped intègre le GFP (Groupement de Fabricants de Papeterie) et le GIE (Groupement d'Intérêt Économique), dont l'objectif est la mise en commun des moyens de distribution.
En 1985, Maped commence la production de ciseaux. Cette même année, Jacques Lacroix prend les commandes de la société familiale.
En 1992 et avec le rachat de Mallat (entreprise fabricant des gommes, dont l'iconique gomme rose et bleue), Maped se lance dans la fabrication de produits d'effaçage et de traçage.
En 1993, Maped ouvre un site de production et une filiale, Maped Stationery LTD, en Chine. C'est cette même année que l'entreprise commence à vendre des accessoires de bureau, des agrafeuses et des perforateurs. En 1996, la société commence la commercialisation de taille-crayons, puis celle d'accessoires scolaires en 1997 . A ce même moment Maped reprend son autonomie commerciale en France à la suite de la dissolution du CFP (Groupement de Fabricants de Papeterie).
En 1999, la filiale argentine de Maped est créée et cette même année, l'entreprise se lance dans le secteur des loisirs créatifs.
En 2002, une usine est rachetée au Mexique. L'année suivante, la première publicité télévisée en France de la marque est diffusée et Maped ouvre une filiale au Brésil.[réf. nécessaire]
En 2003, Maped commence la fabrication de massicots. En 2004, Maped adopte une nouvelle charte graphique et lance une gamme spécialisée dans le rangement.
En 2005, des filiales au Canada et aux États-Unis sont créées. La société commence alors à fabriquer des crayons de couleur.[réf. nécessaire]
En 2006, Maped rachète le groupe allemand Helit (accessoires de bureau) et sa gamme d'écriture Diplomat ainsi que l'entreprise française JFP Graphos (produits d'organisation) fusionnée en 2007.
L'entreprise crée aussi une filiale en Grèce et lance une gamme de feutres.
En 2007, Maped commence la vente de cisailles et de rogneuses.
L'année suivante, une filiale en Turquie est créé et une gamme d'écriture scolaire est lancée avec le stylo bille 4 couleurs double pointe, Twin Tip.
Maped commence la construction d'une nouvelle usine en Chine qui devient opérationnelle en 2010. Cette même année, les filiales en Roumanie, Hollande et Royaume-Uni sont créées.
En 2011 ouvrent les filiales Indienne et Péruvienne.
En 2012 Maped rachète et intègre la marque Helix, leader anglais de l’accessoire scolaire, et crée une filiale en Russie.
Le 21 mars 2016, Maped rachète le fabricant français de jouets en plastique Heller Joustra pour un montant de 1,5 million d'euros.
Maped annonce à cette occasion reprendre l'usine Joustra, qui emploie 30 personnes, et y investir 2 millions d'euros dans l'objectif de doubler les ventes d'Heller Joustra en quatre ans,.
En 2017 Jacques-Antoine Lacroix prend la relève de son père au poste de PDG de Maped.
L’entreprise lance Maped Picnik  une collection de produits nomades 100 % réutilisables (gourdes, boites à déjeuner, sacs) en 2018.
L’année suivante, en 2019, Maped Creativ  est lancé, une marque d’activités créatives pour les enfants.
Début 2021, Maped retravaille son image de marque pour proposer une nouvelle identité visuelle, et des engagements envers l'éducation et l’environnement,.
En 2022, la marque crée un fonds de dotation, 1% For Education, le projet consiste à reverser 1% du chiffre d'affaires d'une sélection de produits pour les reverser à des initiatives qui agissent pour l'éducation à travers le monde.
En octobre 2022, Maped annonce l'acquisition de l'entreprise Juratoys et des marques Janod, Kaloo et Lilliputiens.

## Produits
Maped fabrique des accessoires scolaires (compas, ciseaux, gommes, taille-crayons, coloriage, traçage, écriture) et de bureau (agrafeuses, perforateurs, articles de rangement…) ainsi que des produits de loisirs créatifs et des contenants alimentaires.

## Logo

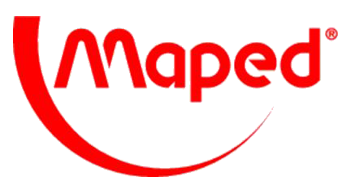
Ancien logo
Logo actuel

## Résultats

### Données financières
En 1985, le chiffre d'affaires de Maped est de 5 millions d'euros. Une vingtaine d'années après, en 2006, Maped atteint 105 millions d'euros.
| Années              | 1985 | 1990 | 1995 | 2000 | 2005 | 2008 | 2009 | 2010 | 2011 | 2012 | 2013 | 2014 | 2015 | 2016 | 2017 | 2020 | 2021 | 2022 |
| ------------------- | ---- | ---- | ---- | ---- | ---- | ---- | ---- | ---- | ---- | ---- | ---- | ---- | ---- | ---- | ---- | ---- | ---- | ---- |
| Chiffre d'affaires, | 5    | 12   | 27   | 53   | 81   | 109  | 99   | 113  | 124  | 149  | 158  | 168  | 191  | 206  | 219  | 150  | 161  | 180  |

### Ventes
En 2004, Maped vendait environ 50 000 compas par jour, 500 000 gommes et 300 000 taille-crayons.
En 2006, l'entreprise est présente dans 120 pays. 60 % de l'activité de la société concerne les accessoires scolaires et le budget de recherche et de développement de Maped représente 3,5 % de son chiffre d'affaires.